# Parowóz kondensacyjny

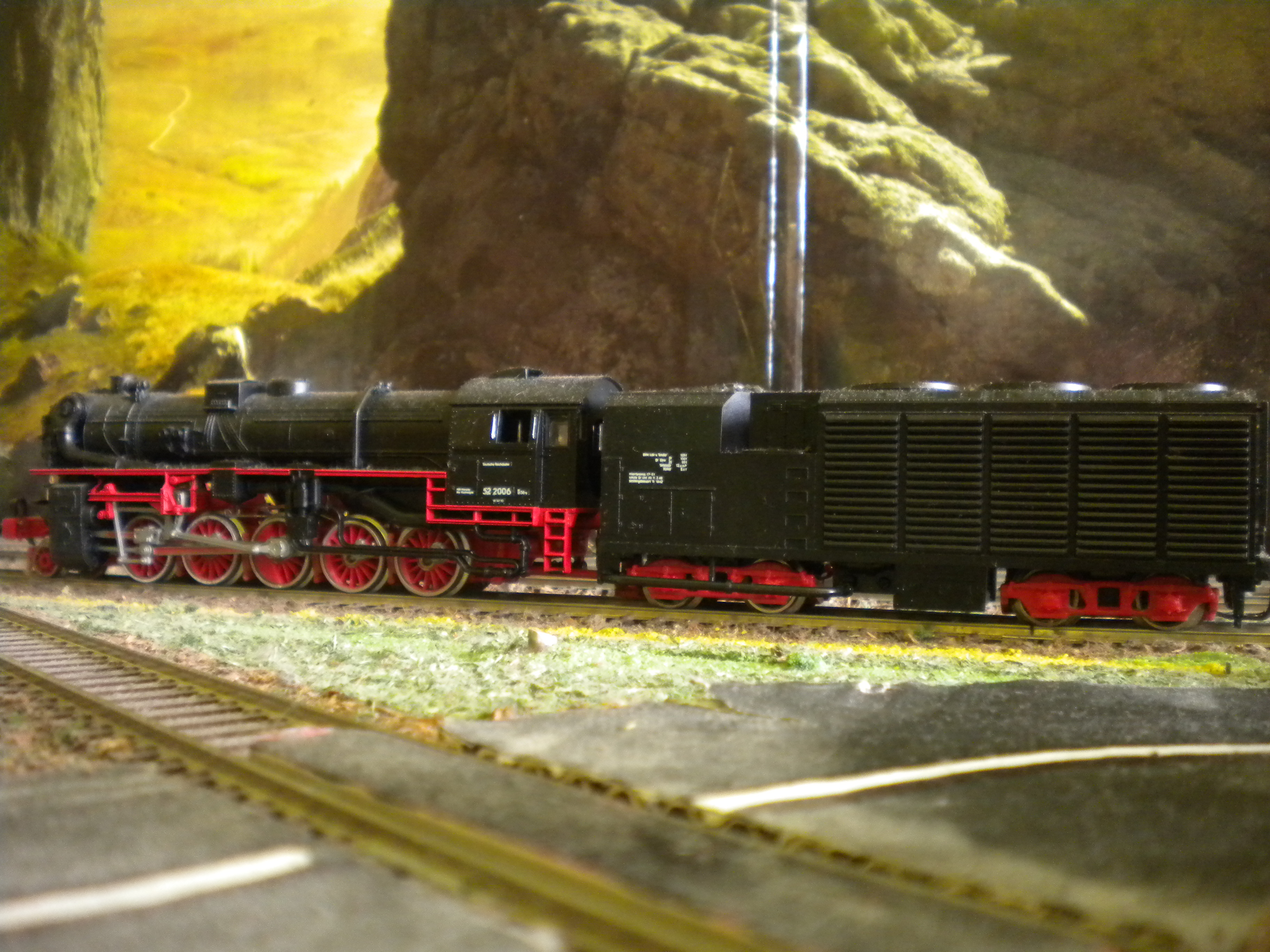
Model parowozu BR52 z tendrem kondensacyjnym

Parowóz kondensacyjny – specjalny typ parowozu, który charakteryzował się oszczędniejszym gospodarowaniem wodą. Odbywało się to poprzez dodatkowy obieg wody i skraplacze, gdzie następowało skraplanie pary. Takie konstrukcje stosowano na niektórych liniach z dwóch powodów: aby ograniczyć emisję spalin oraz zmniejszyć zużycie wody tam, gdzie był problem z jej dostarczeniem. Parowozy kondensacyjne były jednak mniej wydajne.

## Użycie
Jednym z praktycznych zastosowań było użycie parowozów kondensacyjnych w londyńskim metrze, aby ograniczyć zadymienie i poprawić widoczność. Ich użycie wiązało się jednak z problemami technicznymi. Jednym z nich był brak skraplania gorącej pary – kondensator musiał być więc uzupełniany zimną wodą na stacjach podczas każdego kursu. Ponadto gorąca woda zakłócała pracę inżektorów. Podczas kondensacji ciąg komina był znacznie zmniejszony i trzeba było rozdmuchiwać palenisko. Jadąc na powierzchni parowozy jechały normalnym trybem. Pracę w metrze zakończyły w 1905, a w 1948 wycofano je także z eksploatacji na powierzchni.
Drugim przykładem użycia były linie, na których nie było dostatecznego zaopatrzenia w wodę. Tego typu maszyny miały ogromne urządzenia kondensacyjne w tendrze, a nie w samym parowozie.